# جيك بيسلي
جيك بيسلي (بالإنجليزية: Jake Beesley) هو لاعب كرة قدم بريطاني في مركز الهجوم، ولد في 2 ديسمبر 1996 في شفيلد في المملكة المتحدة. لعب مع نادي تشيسترفيلد.

## وصلات خارجية
- جيك بيسلي على موقع قاعدة بيانات كرة القدم.إي يو (الإنجليزية)
- جيك بيسلي على موقع Soccerbase.com (لاعب) (الإنجليزية)
- جيك بيسلي على موقع Soccerway.com (الإنجليزية)